# Fahler Milchling
Der Fahle Milchling (Lactarius luridus) ist eine Art der Pilze aus der Familie der Täublingsverwandten (Russulaceae). Der mittelgroße bis ziemlich große Milchling ist ein naher Verwandter des Klebrigen Violett-Milchlings. Sein niemals schleimiger Hut ist blass braungrau bis beige, mehr oder weniger gezont und speckig glänzend. Das Fleisch verfärbt sich bei einer Verletzung lila bis violett. Der ungenießbare Milchling wächst in kalkreichen Laubwäldern meist bei Eichen oder Hainbuchen.

## Merkmale

### Makroskopische Merkmale
Der Hut ist 4–6 (8) cm breit, jung flach gewölbt, später flach ausgebreitet und in der Mitte mehr oder weniger niedergedrückt. Bisweilen kann der Hut auch schwach gebuckelt sein. Die glatte Oberfläche ist im trockenen Zustand matt und feucht fettig-glänzend, aber kaum schmierig. Der Hut ist gräulich-cremefarben bis graubraun gefärbt und mitunter mehr oder weniger violett getönt. Er kann unter Umständen etwas gezont oder konzentrisch gefleckt sein. Die dunkleren Flecken können aber auch ganz unregelmäßig verteilt sein. Der Rand bleibt lange eingebogen. Er ist glatt, bisweilen verbogen und feinflaumig behaart. Der Hut kann im Alter ausblassen, besonders am Rand.
Die ziemlich dicht stehenden Lamellen sind breit am Stiel angewachsen oder laufen etwas daran herab. Sie sind jung hell cremefarben und werden später hellocker bis weinbräunlich. Werden sie gedrückt oder verletzt verfärben sie sich violett. Einige Lamellen sind gegabelt und in Stielnähe queradrig verbunden. Das Sporenpulver ist blass cremefarben.
Der zylindrische bis mehr oder weniger keulige Stiel ist 2–6 (7) cm lang und 0,7–2 cm breit. Die Oberfläche ist glatt, trocken, jung weißlich bis blass cremefarben später gelblich, blass gräulich oder sogar fleischocker gefärbt. Wird der Stiel gequetscht verfärbt er sich mehr oder weniger violett, manchmal zeigt er auch wässrige Flecken. Das Stielinnere wird bald hohl.
Das recht feste Fleisch ist ziemlich dick und elastisch. Es ist weißlich und verfärbt sich im Anschnitt nach einigen Minuten lila bis violett oder weinrötlich. Das Fleisch schmeckt unangenehm, zuerst ranzig, dann bitter und adstringierend. Der Geruch ist angenehm, schwach süßlich bis obstartig. Die blass cremefarbene Milch ist ziemlich reichlich und trocknet purpurgräulich ein, ohne Kontakt zum Fleisch verfärbt sie sich nicht. Auch Kalilauge bewirkt keine Verfärbung. Auf einem Papiertaschentuch trocknet die erst mild und dann bitter schmeckende Milch schmutzig gräulich (mit violetten, später mit grünlichen Tönen) ein.

### Mikroskopische Merkmale
Die rundlichen bis elliptischen Sporen sind durchschnittlich 8,6–9,7 µm lang und 7,0–8,1 µm breit. Der Q-Wert (Quotient aus Sporenlänge und -breite) ist 1,1–1,3. Das Sporenornament wird bis 1 µm hoch und besteht aus wenigen ziemlich spitzen Warzen und Rippen, die mehrheitlich zu einem ziemlich unvollständigen, aber dichten Netz verbunden sind. Der Hilarfleck ist inamyloid.
Die keuligen, 1–4-sporigen Basidien sind 50–80 µm lang und 10–14 µm breit. Die spindeligen und zur Spitze hin verschmälert oder perlkettenartig eingeschnürten Pleuromakrozystiden sind wenig zahlreich und messen 40–105 × 6–13 µm. Die Lamellenschneiden sind steril und mit zahlreichen, mehr oder weniger spindeligen bis flaschenförmigen Cheilomakrozystiden besetzt. Diese sind 30–65 µm lang und 4–8 µm breit, daneben findet man noch zylindrische bis leicht keulige, 12–25 µm lange und 3–9 µm breite Parazystiden.
Die 40–80 µm dicke Huthaut (Pileipellis) ist ein Ixotrichoderm oder eine Ixocutis aus parallel liegenden bis unregelmäßig verflochtenen, 2–4 µm breiten, gelatinisierten Hyphen. Die Hyphenendzellen sind gerundet und an ihrem Ende manchmal mehr oder weniger aufgeblasen.

## Artabgrenzung
Der Fahle Milchling, so wie ihn Basso, Bon und Heilmann-Clausen verstehen, ähnelt sehr stark dem Klebrigen Violett-Milchling (Lactarius uvidus) und dem Gezonten Violett-Milchling (L. violascens). Der Klebrige Violett-Milchling unterscheidet sich durch einen stark schleimigen, blass violettbeigen und ungezonten Hut und wächst mit Vorliebe an feuchten, montanen Standorten auf sauren Böden bei Birken und Fichten. Seine Sporen sind weniger netzartig verbunden und haben mehr isoliert stehende, abgerundete Warzen und kurze Grate. Der Gezonte Violett-Milchling hat ein höheres, bis zu 1,5 µm hohes, spitzeres und dichteres Sporenornament als der Fahle Milchling. Sein Fleisch verfärbt sich viel dunkler violett als das des Fahlen Milchlings und der Hut ist meist deutlicher gezont. Außerdem hat die Hutdeckschicht beider Milchlinge eine viel dünnere Schleimschicht.
Verwechslungen sind auch noch mit dem Hellgelben Violett-Milchling (Lactarius flavidus) möglich. Dieser kommt ebenfalls bei Laubbäumen auf basenreichen Böden vor, hat jedoch normalerweise deutlich hellere und gelblichere Fruchtkörper.

## Ökologie und Verbreitung

Verbreitung des Fahlen Milchlings in Europa.
Legende:
grün = Länder mit Fundmeldungen
weiß = Länder ohne Nachweise
hellgrau = keine Daten
dunkelgrau = außereuropäische Länder

Die Verbreitung des sehr seltenen Milchlings ist noch weitgehend unbekannt, da die Art häufig nicht von sehr ähnlichen und nahestehenden Arten unterschieden wird. Laut Heilmann-Clausen reicht die nördliche Ausdehnung seines Verbreitungsgebietes bis nach Südskandinavien. Ansonsten wurde er in Südeuropa (Spanien, Italien), Westeuropa (Frankreich und den Beneluxstaaten) und in Mitteleuropa (Deutschland, Österreich, Schweiz) nachgewiesen. Im Mittelmeerraum ist der Milchling möglicherweise etwas häufiger.
Der Fahle Milchling ist wie alle Milchlinge ein Mykorrhizapilz, der mit verschiedenen Laubbäumen vergesellschaftet ist. Am häufigsten findet man ihn in frischen bis feuchten, basenreichen Laub- und Laubmischwäldern bei Eichen, Hainbuchen und Rotbuchen, im Mittelmeerraum auch bei Steineichen und Kastanien. Die Fruchtkörper des seltenen Milchlings erscheinen von Sommer bis Herbst, meist zwischen September und Oktober. Sie wachsen oft inmitten von Heidekraut.

## Systematik

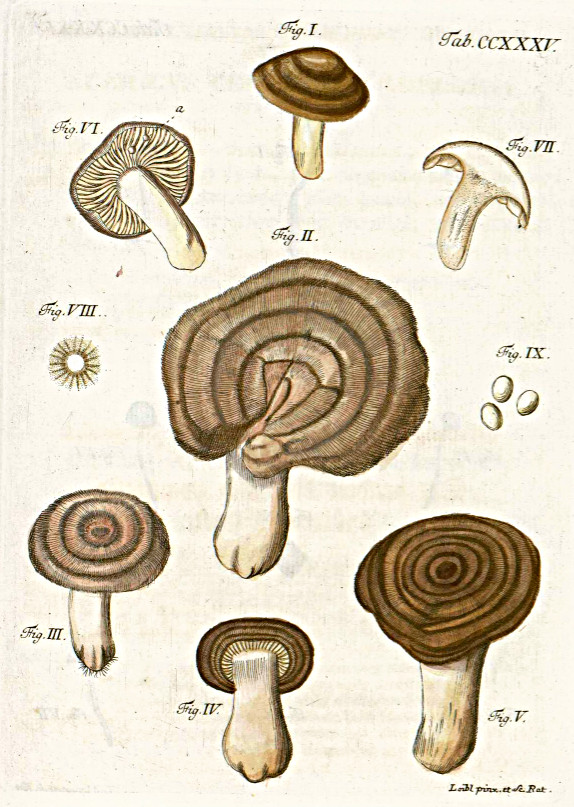
Schäffers Agaricus fuscus in Fung. Bavar. Palat. nasc. Vol. 3 Taf. 235

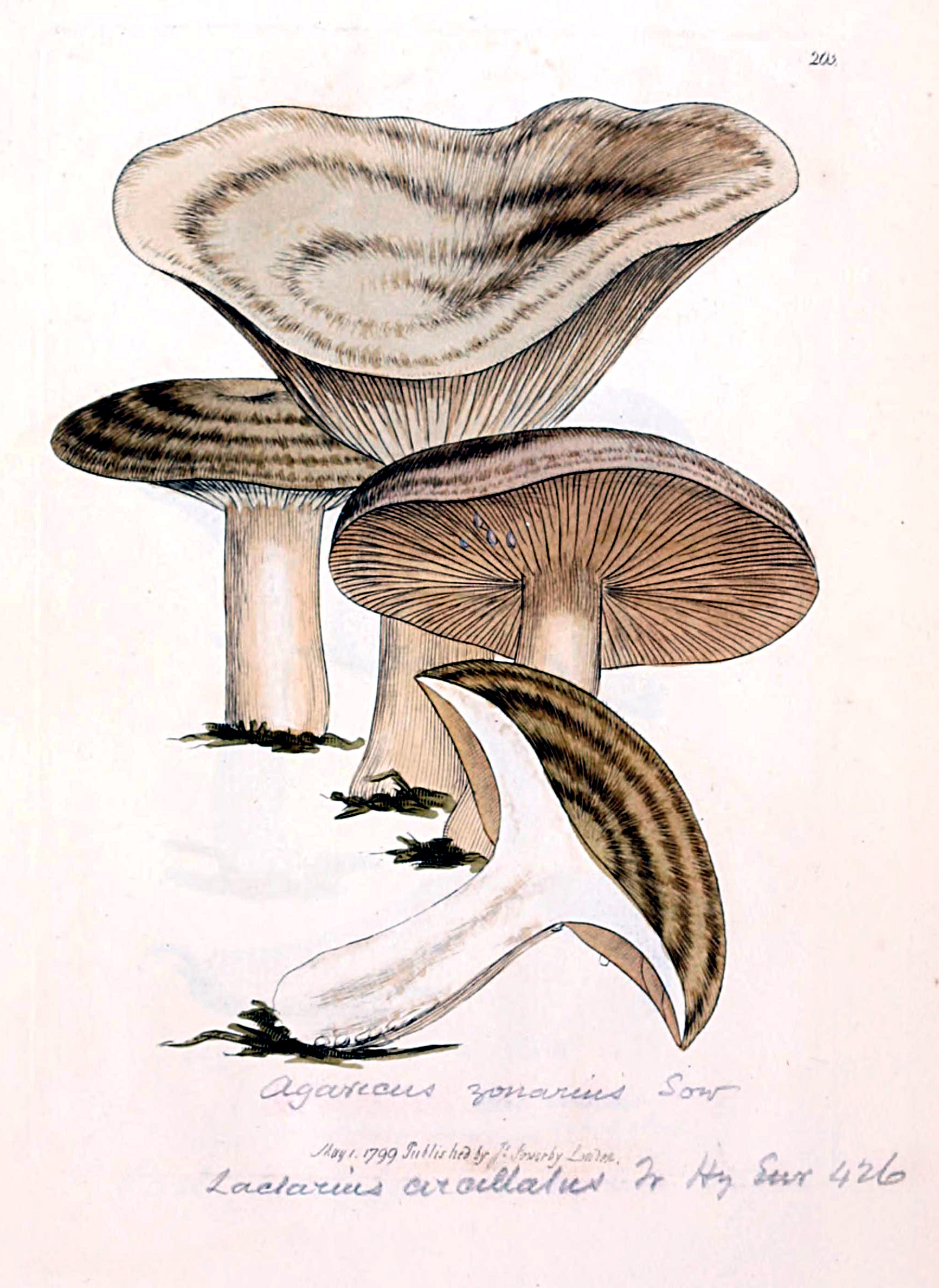
Sowerbys A. zonarius Tab.: 203 zeigt wohl L. circellatus

Persoons lateinische Originaldiagnose

„Pileo planiusculo margine deflexo obsolete zonato subviscoso ex cinereo rufescente, lamellis abbreviatis albicantibus, stipite basi villoso. ß? Agaricus fuscus Schaeff. t. 235. In ericetis. Stipes cavus, 2½ unc. longus, ½ unc. crassus. Lamel. arcuatae, lin. 1 latae. Succus demum rubescens. – An a sequente satis diversus.“

Der Fahle Milchling wurde 1801 durch C.H. Persoon unter dem Namen Agaricus Lactifluus luridus
beschrieben und 1821 durch E.M. Fries als Agaricus luridus in seiner "Systema Mycologicum" sanktioniert. Im gleichen Jahr stellte ihn S.F. Gray in seinem Werk "A natural arrangement of British plants" in die Gattung Lactarius, sodass der Milchling seinen heute gültigen Namen bekam. Als taxonomische Synonyme nennt M. Basso Lactaria lurida  Schröter (1889), Lactarius uvidus im Sinne von Bresadola und L. violascens im Sinne von Dähncke (1200 Pilze, 1993). P. Kirk nennt als weitere Synonyme Galorrheus luridus  (Pers.) P. Kumm. (1871); Lactarius acris var. luridus  (Pers.) Bataille (1908), Lactarius uvidus var. luridus  (Pers.) Kavina (1929), Lactifluus luridus  (Pers.) Kuntze (1891).
Es ist allerdings fraglich, ob Persoon und Gray die Art so verstanden, wie sie von den modernen Mykologen (Basso, Bon, Heilmann-Clausen) interpretiert wird. Persoon beschreibt seinen Agaricus luridus als einen wenig schmierigen, aschgrau bis braunrötlich gefärbten Pilz, mit einer schließlich rötenden Milch, der an Standorten mit Heide (Erica) wächst und sich deutlich von Agaricus acris unterscheidet. Fries übernimmt diese Beschreibung weitgehend in seiner Systema Mycologicum (1821) und nennt als typische Abbildungen auch die Tafel 203 von Sowerby (1797–1815), zusätzlich zu Schaeffers, Tafel Nr. 235 (1761–1774), auf die auch schon Persoon, allerdings mit einem einschränkenden Fragezeichen, verwiesen hatte. Beiden Tafeln zeigen Milchlinge, die für einen typischen L. luridus eine zu deutliche Zonierung haben. Zumindest Sowerbys Abbildung zeigt mit Sicherheit nicht L. luridus, sondern ist eine gute Darstellung von L. circellatus, dem Gebänderten Hainbuchen-Milchling. In seiner "Epicrisis systematis mycologici" (1838), weicht Fries dann auch deutlich von seiner ursprünglichen Beschreibung ab und gibt an, dass er von dem Milchling nur einen getrockneten Fruchtkörper zu Gesicht bekommen habe. In Sowerbys A. zonarius erkennt er nun auch L. circellatus. Später (1863) schreibt er, dass er diesen Michling selbst im Jahre 1848 gesammelt habe und dieser sich durch seine rötende Milch und weitere Merkmale von ähnlichen Arten wie L. flexuosus, L. circellatus und L. pyrogalus abgrenzen lasse.
Auch spätere Mykologen haben Schwierigkeiten das Taxon L. luridus einzuordnen und von ähnlichen Arten abzugrenzen. Bataille (1908) stuft den Milchling zur Varietät von Lactarius acris herab. Bressolda beschrieb L. luridus unter dem Namen L. uvidus. Ricken (1915), Lange (1940) und Neuhoff (1956) halten L. luridus für synonym zu L. violascens. Eine Auffassung, die sich lange Zeit durchsetzte. Erst als Blum eine Milchlingskollektion fand, deren Hut ähnlich wie L. uvidus gefärbt war, deren Hut aber im Unterschied zu L. uvidus auch fast weiß verblassen konnte und leicht gezont oder besser dunkler konzentrisch gefleckt war, rückten vor allem französische Mykologen von dieser Position ab. Bon und Marchand (1980) interpretierten Blums Kollektion als L. luridus, der sich ihrer Meinung nach deutlich von L. uvidus und L. violascens abgrenzen ließ.
Ob Persoon bei seinem A. luridus wirklich diesen Milchling im Sinn hatte, wird sich nicht mehr klären lassen. In jedem Fall gibt es nach Heilmann-Clausen und Basso einen Milchling, der in seiner Merkmalsausprägung zwischen L. uvidus einerseits und L. violascens andererseits steht, da er sich sowohl über makroskopische, als auch über mikroskopische Merkmale von den beiden Arten abgrenzen lässt.
Das lateinische Artattribut luridus (Art-Epitheton) lässt sich mit blassgelb, fahl oder leichenblass übersetzen.

### Infragenerische Systematik
Der Milchling wird von Bon, Basso und Heilmann-Clausen in die Untersektion Uvidini gestellt, die ihrerseits in der Sektion Uvidi steht. Die Vertreter der Untersektion haben eine weiße Milch, die sich lila oder violett verfärbt. Ihre Hüte sind weinrötlich, grau oder bräunlich gefärbt und sind mehr oder weniger klebrig bis schleimig. Der Hutrand ist manchmal behaart.

## Bedeutung
Der Milchling ist kein Speisepilz.

## Übersetzung der Originaldiagnose
1. ↑  
Persoon (1801): Agaricus Lactifluus luridus: Hut (ziemlich) flach, Rand herabgebogen, undeutlich gezont, kaum schmierig, von aschgrau bis braunrötlich,
mit weißlichen, verkürzten Lamellen, Stiel an der Basis (zottig/flaumig) behaart.
ß? Agaricus fuscus. Schaeff. t. 235. Auf Heiden. (An Standorten mit Heidekraut)
Stiel hohl, 2 1/2 unc. lang, und l/2 unc. breit, Lamellen bogenförmig, 1 lin. breit. (Milch)saft schließlich rötend. Ganz anders als der folgende. (Agaricus acris (=Lactarius acris))